# Max Endres
Max Endres (* 3. April 1860 in Großhabersdorf; † 9. November 1940 in München) war ein deutscher Forstwissenschaftler.

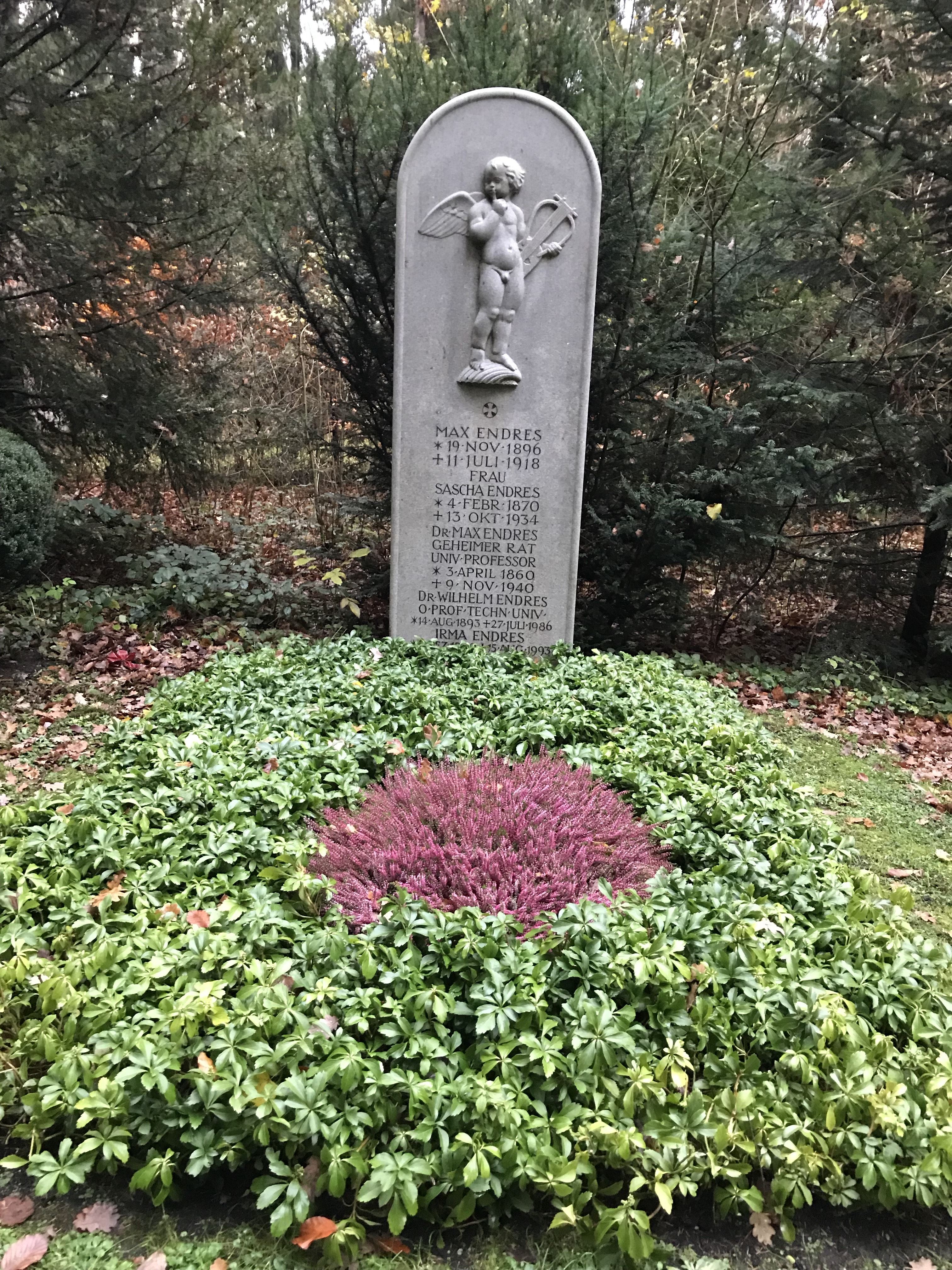
Grabstein für Sohn Max Endres, Mutter Alexandrina „Sascha“ Endres, Vater Max Endres, Sohn Wilhelm Endres, Irma Endres

## Leben
Endres studierte an der Forstlichen Hochschule Aschaffenburg. 1879 wurde er im Corps Arminia München aktiv. 1884 wurde er in München promoviert. Anschließend schlug er eine akademische Laufbahn am Polytechnikum Karlsruhe ein, wo er 1888 zum a.o. Professor und 1891 zum o. Professor berufen wurde. 1895 folgte er einem Ruf nach München, wo er bis 1930 Forstpolitik und Forstliche Betriebswirtschaftslehre unterrichtete. 1907 war er Rektor der Ludwig-Maximilians-Universität München. Endres war Mitglied des  Reichsforstwirtschaftsrates, des Vorläufigen Reichswirtschaftsrates,  des Deutschen Forstvereins sowie Schriftleiter und Mitherausgeber verschiedener forst- und holzwirtschaftlicher Zeitschriften. Zu seinen Schülern gehören Kurt Mantel, Karl Hasel und Kurt Lindner.
Verheiratet war er seit 1890 mit Alexandrina („Sasha“) Nokk, der Tochter von Wilhelm Nokk. Das Paar hatte zwei Söhne, darunter den Ingenieur Wilhelm Endres (1893–1986).

## Ehrungen
- Ehrenmitglied des Corps Arminia
- Ehrendoktor der Hochschule für Bodenkultur Wien
- Ehrendoktor der Hessischen Ludwigs-Universität

## Veröffentlichungen
- Waldbenutzung vom 13. bis Ende des 18. Jahrhunderts. Verlag der Laupp’schen Buchhandlung, Tübingen 1888. (Digitalisat im Internet Archive)
- Lehrbuch der Waldwertrechnung und Forststatik. 1894, 2. Auflage 1911, 4. Auflage 1923. (Digitalisat der 2. Auflage im Internet Archive)
- Handbuch der Forstpolitik mit besonderer Berücksichtigung der Gesetzgebung und Statistik. Springer, Berlin 1905, 2. Auflage 1922. (Digitalisat der 1. Auflage im Internet Archive)
- Die Leistungsfähigkeit der Forstwirtschaft. Kgl. Hof- und Universitätsdruckerei von Dr. E. Wolf & Sohn, München 1907, doi:10.5282/ubm/epub.22361 (Rede zum Rektoriats-Antritt)